# Ede (Hollandia)

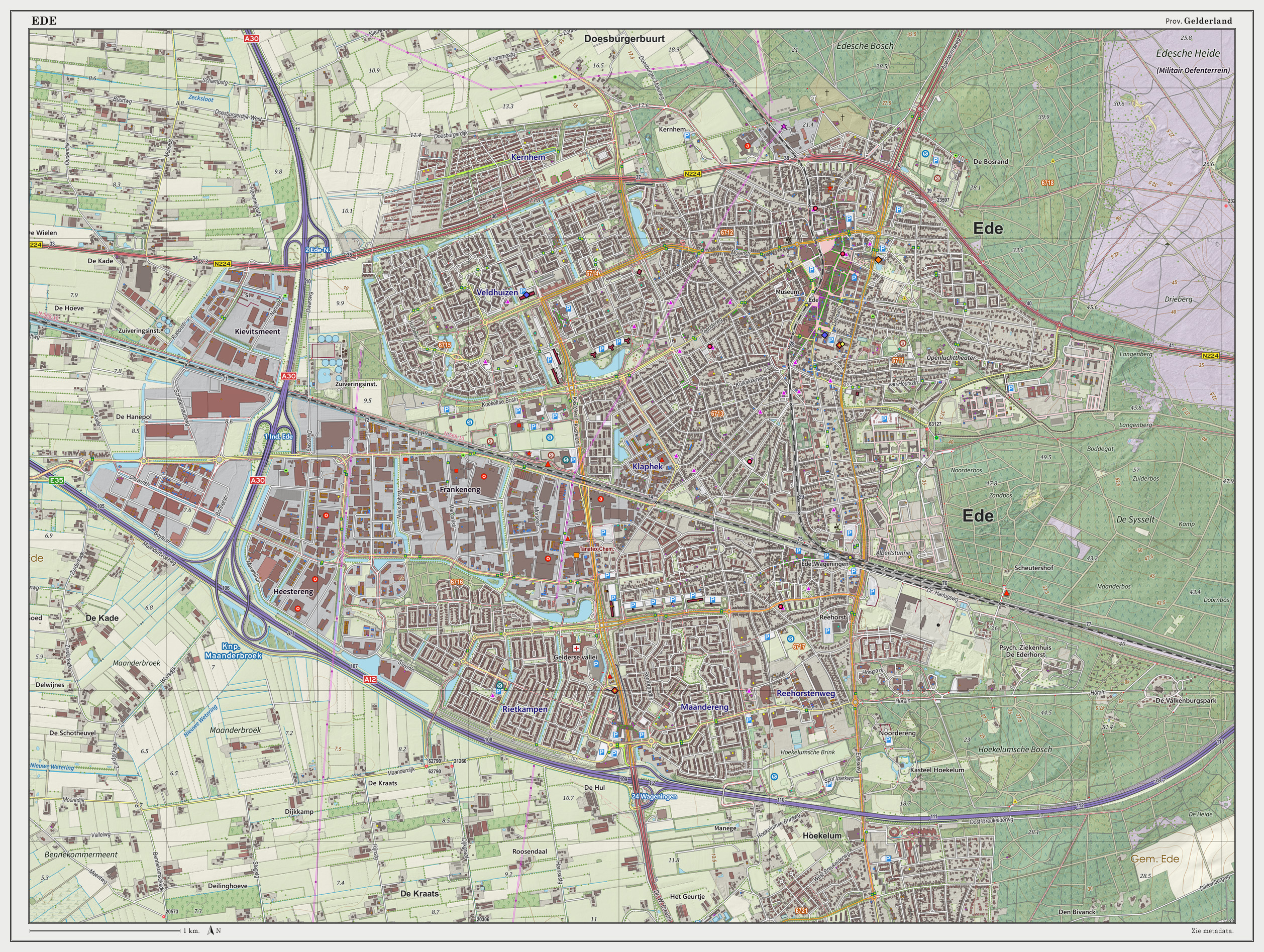
Holland Topográfiai térkép Ede (város), 2014 március

Ede város Hollandiában, Gelderland tartományban. Lakosainak száma 118 530 fő (2021. január 1.). Ede Barneveld, Apeldoorn, Arnhem, Renkum, Wageningen, Veenendaal és Rhenen községekkel határos.

## Városnegyedei, lakossága
Népesség: 
- Bennekom: 14 749
- De Klomp: 508
- Deelen: 50
- Ede (város): 67 812
- Ederveen: 3167
- Harskamp: 3464
- Hoenderloo: 65
- Lunteren: 12 464
- Otterlo (Kröller-Müller Múzeum): 2383
- Wekerom: 2506
- Összesen: 107 168

## Fekvése

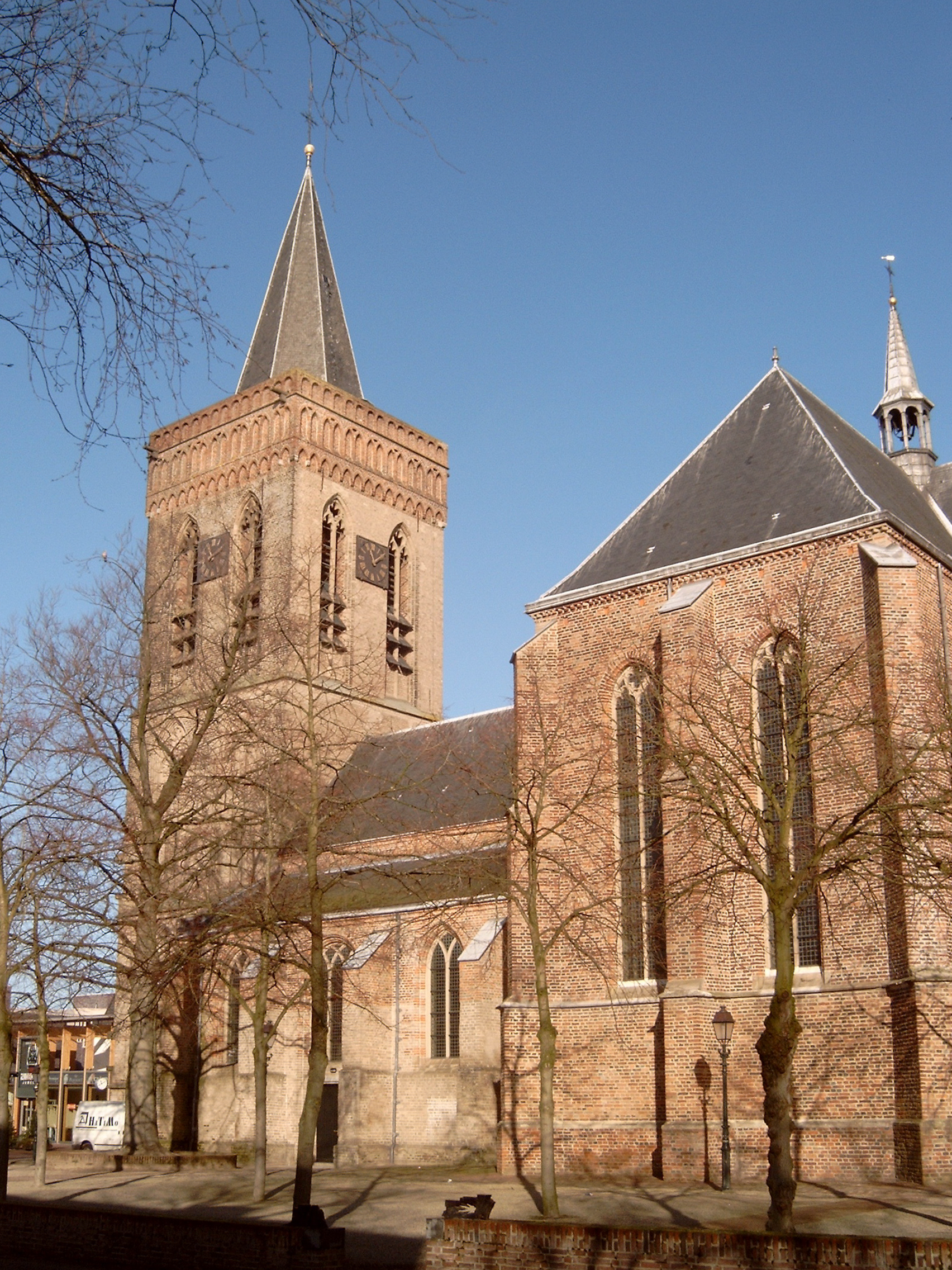
Ede, 'Oude Kerk'

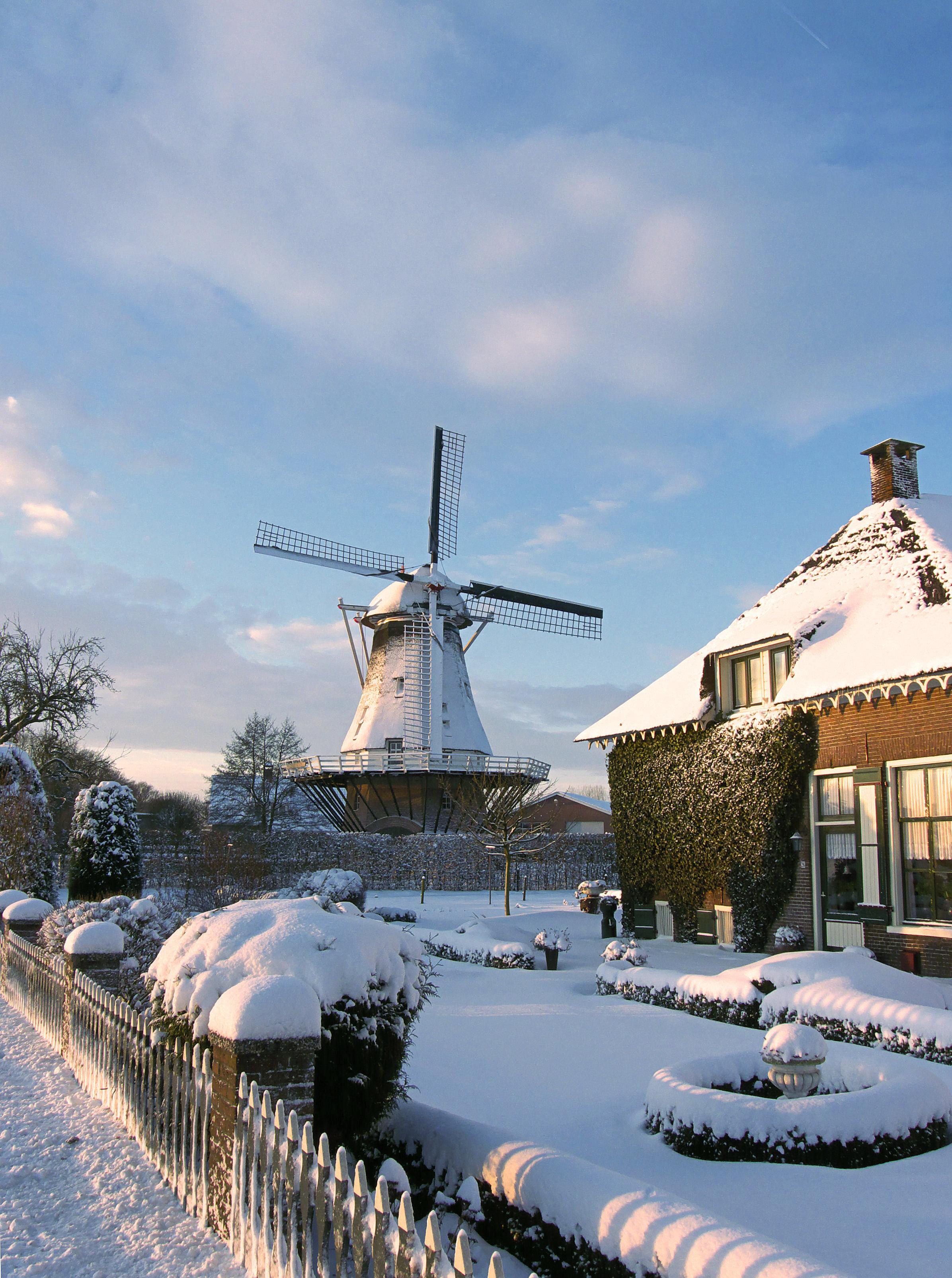
Walderveen Szélmalom

A város félúton Arnhem és Utrecht között található, közvetlen vasúti és közúti hálózat kapcsolja össze a két várossal,  Wageningennel, amely otthont ad egy kis ipari kikötőnek a Rijn folyón; Arnhemmel, amely nagyobb hatótávú kikötővel rendelkezik. A környezet tiszta, zöld, annak köszönhetően, hogy Ede részben egy erdőre, részben pedig egy nemzeti parkra épült, amelyet Nationaal Park De Hoge Veluwe-nek hívnak.

## Gazdaság
Gazdaságilag a város jól működő a főbb autópályáknak és vasútnak köszönhetően, melyek gyors kapcsolatot biztosítanak a Rotterdami kikötőhöz, Schiphol repülőtérhez, valamint a Ruhr-vidékhez Németországban. Régebben a foglalkoztatás fő forrása egy holland Enka nevű társasághoz tartozó gyár, valamint a három katonai bázis volt, a várostól északkeletre. A gyárat azonban bezárták, a katonai bázisok pedig nagyrészt kihasználatlanok, mivel eltörölték a hadkötelezettséget. A város az utóbbi időben egyre nagyobb hangsúlyt fektet a belföldi turizmusra. 
Néhány említésre méltó vállalat, valamint egyéb munkáltató Ede környékén:
- Riedel gyümölcslé italgyár
- Növény, virág aukciós ház, Plantion (2010. március 1-je óta).
- Lukkien Reklám ügynökség
- Kimberly-Clark holland központja.
- A holland székhelye matracot, párnát gyártó Tempurpedicnek.
- Deli-XL, ételeket forgalmazó vállalat Belgiumban és Hollandiában.
- A székhelye, illetve a két fő adatközpontja a független BIT internet szolgáltatónak.

## Közlekedés
Ede mentén helyezkedik el az A12-es autópálya, valamint egy közvetlen kapcsolattal rendelkezik az A1-esen keresztül az A30-asra.

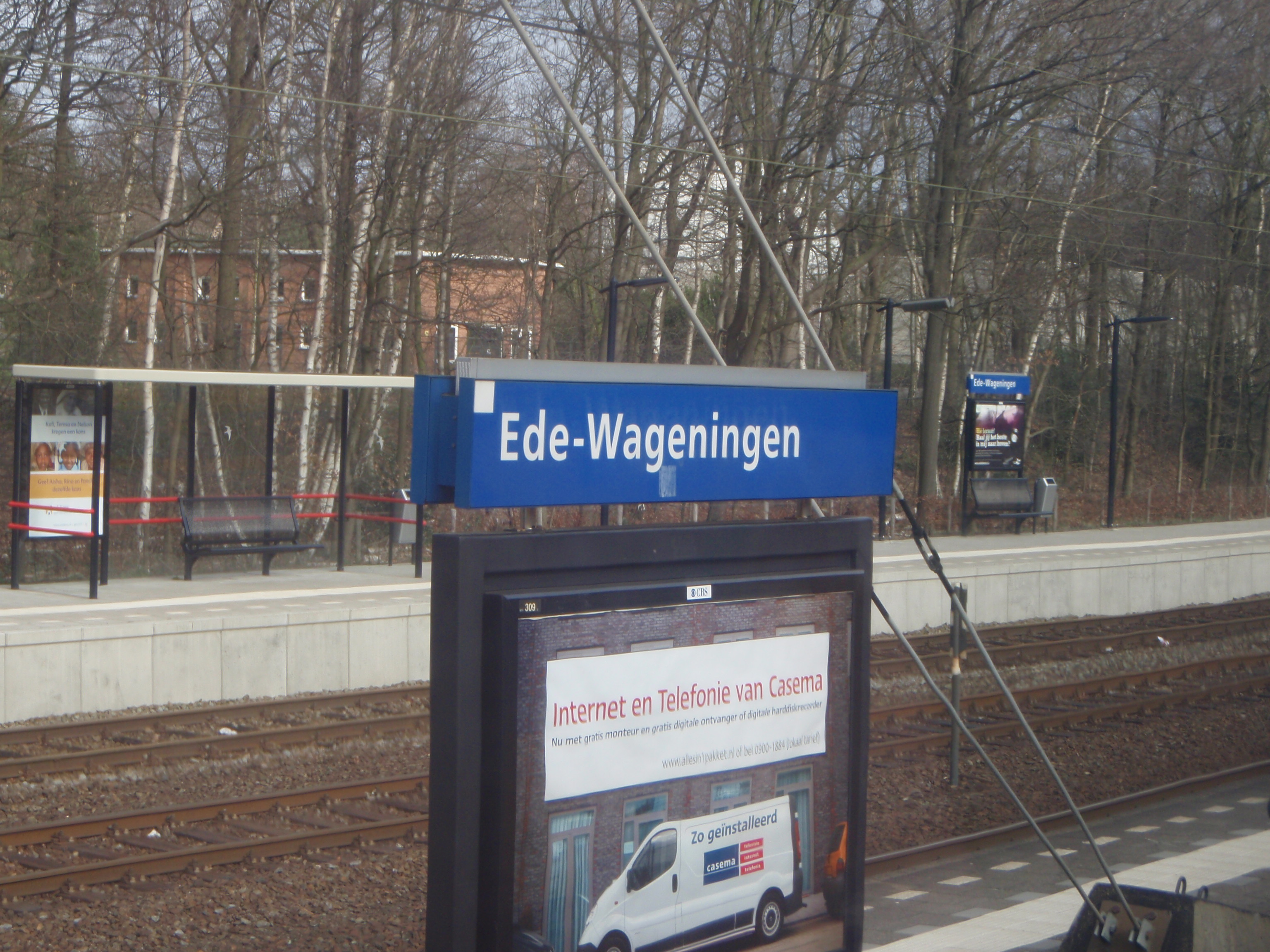
Ede-Wageningen vasútállomás

Két vasútállomás található Ede-ben: Ede-Wageningen vasútállomás, valamint Ede Centrum vasútállomás. Az Ede-Wageningen a fő állomás, ahonnan utazási lehetőség van Alkmaar, Amersfoort, Amszterdam, Amszterdam-Schiphol repülőtér, Arnhem, Barneveld, Den Helder és Utrecht felé.

## Oktatás
Négy középfokú iskola: a Marnix Főiskola, a Pallasz Athéné Főiskola egy kirendeltsége a Het Streek, valamint a Groenhorst Főiskola. Emellett Edeben van az Alkalmazott Tudományok Ede-i Keresztény Egyeteme (Christelijke Hogeschool Ede).

## Közösségi élet
Minden évben van egy, a település egészére kiterjedő ünnep, amelynek neve Heideweek. Egy hétig tart, nagyrészt magában foglalja a hagyományos holland ünnepségeket, valamint a helyi szokásokat.

## Híres lakosok
- Gisbertus Gulielmus ab Isendoorn (Gijsbrecht Wilhelm van Isendoorn) (1601–1657) filozófus
- Frank Wels (1909–1982) labdarúgó
- Henk van Ettekoven (1937–) nemzetközi labdarúgó-játékvezető
- Hans Dorrestijn (1940–), író, költő, humorista
- Dick Schoenaker (1952–), labdarúgó
- John Scherrenburg (1963–), vízilabda-játékos
- Angela Postma (1971–), úszó
- Marianne Thieme (1972–), politikus
- Sonja Tol (1972–), vívó
- Benno Kuipers (1974–), úszó
- Jaap van Lagen (1976–) autóversenyző
- Esmeral Tunçluer (1980–), kosaras
- Ahmet Kilic (1984–), labdarúgó
- Rence van der Wal (1989–), labdarúgó

## Fordítás
- Ez a szócikk részben vagy egészben  az   Ede, Netherlands című angol Wikipédia-szócikk ezen változatának fordításán alapul.  Az eredeti cikk szerkesztőit annak laptörténete sorolja fel. Ez a jelzés csupán a megfogalmazás eredetét és a szerzői jogokat jelzi, nem szolgál a cikkben szereplő információk forrásmegjelöléseként.